# 澄潭江镇
澄潭江为中国湖南省浏阳市下辖镇，由原橙潭江乡、山下乡和大圣乡于1995年撤区并乡镇时合并设立。澄潭江位于浏阳市中南部，辖域西与大瑶镇与荷花街道接壤，北与高坪镇毗邻，东与文家市、中和镇交界，南连醴陵市。全镇辖域总面积159.1平方公里，总人口56,042人(2000年人口普查)，下辖12个行政村、2个社区。

## 现行行政区划
全镇下辖12个行政村、2个社区，分别为集镇社区、槐树社区，吾田村、虎形村、达坪村、碧溪村、山下村、渠城村、洲田村、大源村、荆坪村、大圣村、和家村和小源村。